# Cyrille Thouvenin

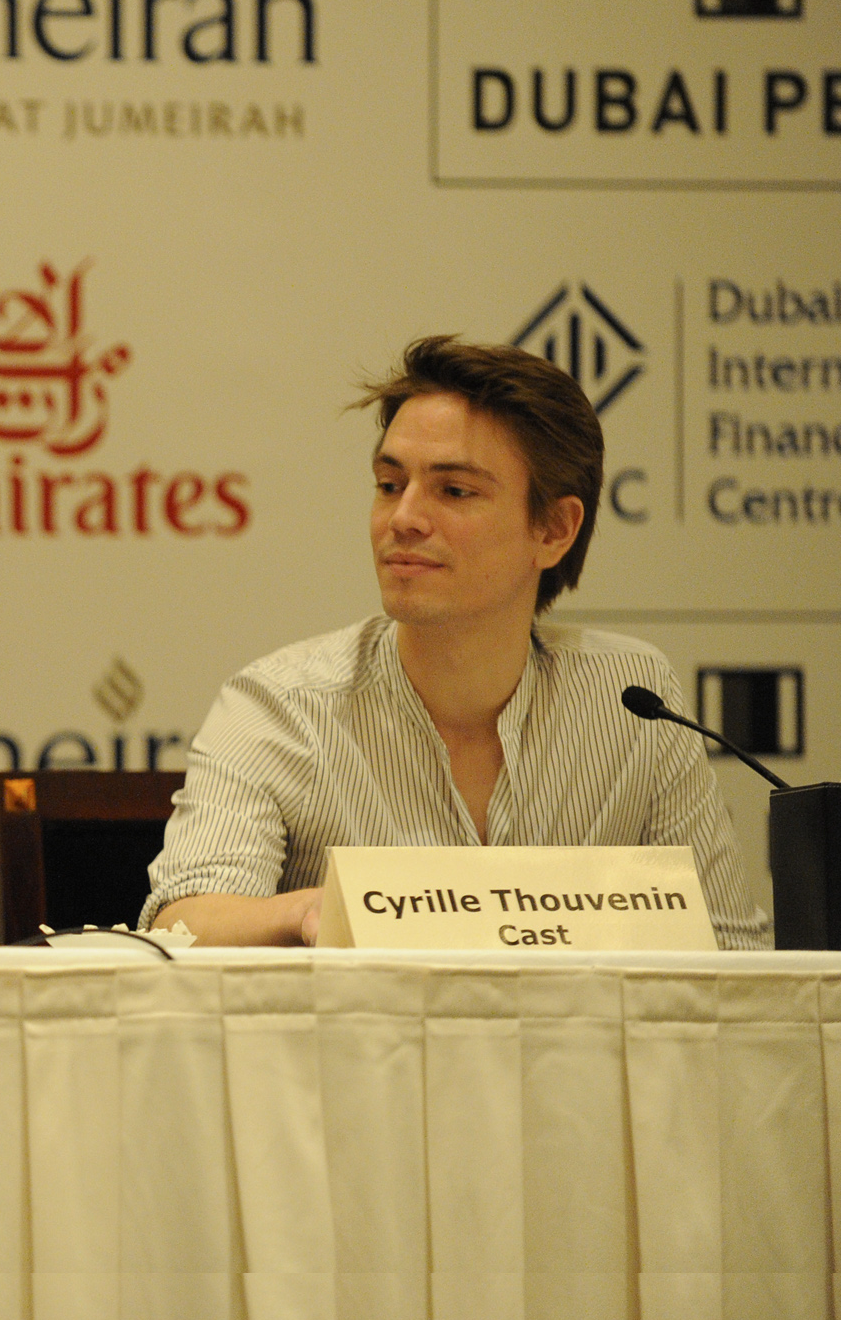
Cyrille Thouvenin, 2010

Cyrille Thouvenin (* 15. Mai 1976 in Frankreich) ist ein französischer Schauspieler.

## Leben
Cyrille Thouvenin beendete 2001 sein Schauspielstudium am Conservatoire national supérieur d’art dramatique in Paris. Bereits 1998 debütierte er in jeweils einer Folge der beiden Fernsehserien Commandant Nerval und Quai n° 1. Parallel zu seinem Abschluss wurde er bei der Verleihung des französischen Filmpreises César 2001 für seine Rolle in Man liebt es unentschieden als Bester Nachwuchsdarsteller nominiert.

## Filmografie (Auswahl)
- 1998: Commandant Nerval (Fernsehserie, eine Folge)
- 1998: Quai n° 1 (Fernsehserie, eine Folge)
- 2000: Bis an die Grenzen (In extremis)
- 2000: Man liebt es unentschieden (La confusion des genres)
- 2000: Nur eine Frage der Liebe (Juste une question d'amour)
- 2001: 20 Stunden und nichts ist mehr wie es war (L'interpellation)
- 2002: Sweat (Sueurs)
- 2003: Die schrecklichen Eltern (Les parents terribles)
- 2003: Unter uns (Quelques jours entre nous)
- 2006: Möge Allah Dir verzeihen (Pour l'amour de Dieu)
- 2009: Agatha Christie: Mörderische Spiele (Les Petits Meurtres d’Agatha Christie; Fernsehserie, 1 Folge)
- 2017: Engrenages (Fernsehserie, 8 Folgen)
- 2021:  Die purpurnen Flüsse (Les rivières pourpres; Fernsehserie, 2 Folgen)

## Nominierungen
- César 2001: Nominierung als Bester Nachwuchsdarsteller für seine Rolle in Man liebt es unentschieden